# 甲州三法
甲州三法（こうしゅうさんぽう）は、武田信玄が制定した三つの法で、大小切税法、甲州金、甲州枡を指す。

## 概要

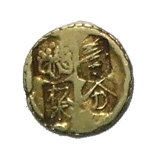
甲州一分金　背重

戦国時代の甲斐領主、武田信玄（晴信）が制定した三つの法で、大小切税法（だいしょうぎりぜいほう）、甲州金（こうしゅうきん）、甲州枡（こうしゅうます）を指す。江戸時代を通じて使われたものが多い。